# Historique de la draft des Wizards de Washington
Le tableau suivant établit l'historique des sélections de la draft des Wizards de Washington, au sein de la National Basketball Association (NBA) depuis 1961. 
Ils ont également réalisé une draft d'expansion en 1961, où ils ont sélectionné des joueurs pour réaliser leurs débuts dans la ligue. 

## Légende
|  | Joueur intronisé au Basketball Hall of Fame          |
|  | Joueur sélectionné en premier choix lors de sa draft |
|  | Joueur ayant participé au NBA All-Star Game          |

## Sélections

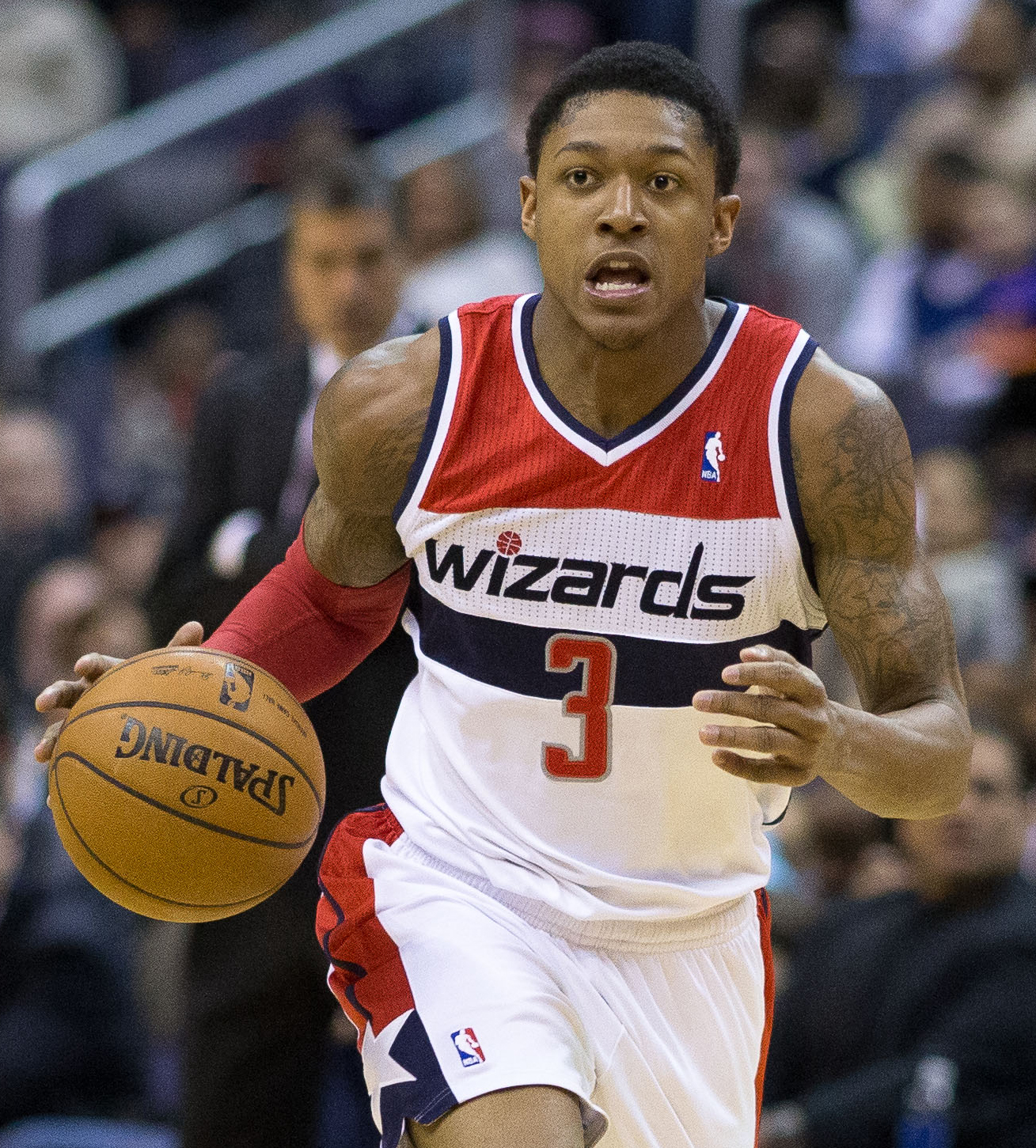
Bradley Beal, sélectionné en 2012.

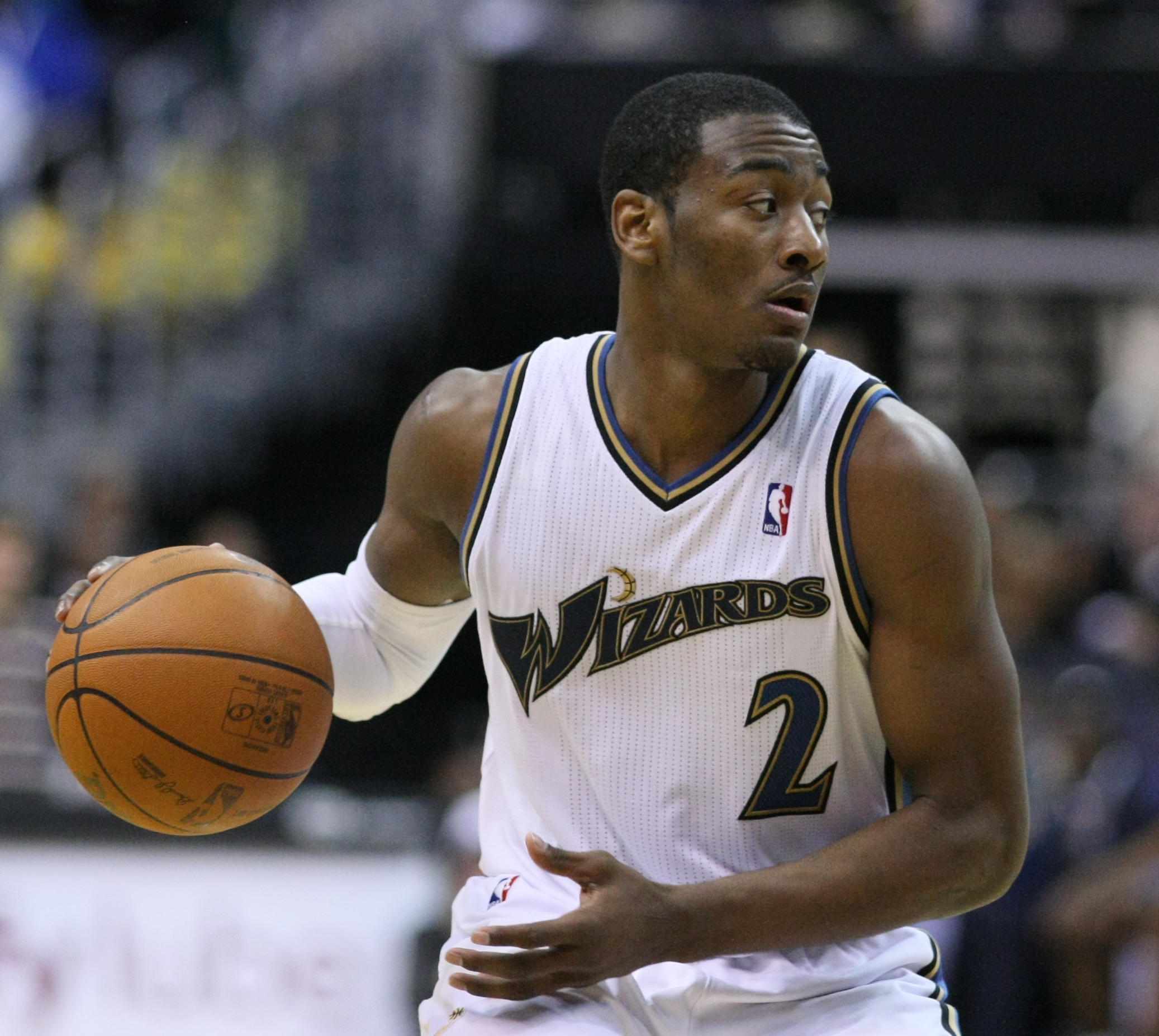
John Wall, sélectionné en 2010.

### Wizards de Washington (depuis 1997)
| Année | Tour | Choix | Nom du joueur        | Provenance                        |
| ----- | ---- | ----- | -------------------- | --------------------------------- |
| 2024  | 1    | 2     | Alexandre Sarr       | Perth Wildcats (Australie)        |
| 2024  | 1    | 14    | Carlton Carrington   | Panthers de Pittsburgh            |
| 2024  | 1    | 24    | Kyshawn George       | Hurricanes de Miami               |
| 2023  | 1    | 8     | Jarace Walker        | Cougars de Houston                |
| 2023  | 2    | 42    | Tristan Vukčević     | Partizan Belgrade (Serbie)        |
| 2023  | 2    | 57    | Trayce Jackson-Davis | Hoosiers de l'Indiana             |
| 2022  | 1    | 10    | Johnny Davis         | Badgers du Wisconsin              |
| 2022  | 2    | 54    | Yannick Nzosa        | Unicaja Málaga (Espagne)          |
| 2021  | 1    | 15    | Corey Kispert        | Bulldogs de Gonzaga               |
| 2020  | 1    | 9     | Deni Avdija          | Maccabi Tel-Aviv (Israël)         |
| 2020  | 2    | 37    | Vít Krejčí           | Basket Saragosse (Espagne)        |
| 2019  | 1    | 9     | Rui Hachimura        | Bulldogs de Gonzaga               |
| 2018  | 1    | 15    | Troy Brown Jr.       | Ducks de l'Oregon                 |
| 2018  | 2    | 44    | Issuf Sanon          | Olimpija Ljubljana (Slovénie)     |
| 2015  | 1    | 19    | Jerian Grant         | Fighting Irish de Notre Dame      |
| 2015  | 2    | 49    | Aaron White          | Hawkeyes de l'Iowa                |
| 2014  | 2    | 46    | Jordan Clarkson      | Tigers du Missouri                |
| 2013  | 1    | 3     | Otto Porter          | Hoyas de Georgetown               |
| 2013  | 2    | 54    | Arsalan Kazemi       | Ducks de l'Oregon                 |
| 2012  | 1    | 3     | Bradley Beal         | Gators de la Floride              |
| 2012  | 2    | 32    | Tomáš Satoranský     | Banca Cívica (Espagne)            |
| 2011  | 1    | 6     | Jan Veselý           | Partizan (Serbie)                 |
| 2011  | 1    | 18    | Chris Singleton      | Seminoles de Florida State        |
| 2011  | 2    | 34    | Shelvin Mack         | Bulldogs de Butler                |
| 2010  | 1    | 1     | John Wall            | Wildcats du Kentucky              |
| 2010  | 1    | 30    | Lazar Hayward        | Golden Eagles de Marquette        |
| 2010  | 2    | 35    | Nemanja Bjelica      | Étoile rouge de Belgrade (Serbie) |
| 2009  | 2    | 32    | Jermaine Taylor      | Knights de l'UCF                  |
| 2008  | 1    | 18    | JaVale McGee         | Wolf Pack du Nevada               |
| 2008  | 2    | 47    | Bill Walker          | Wildcats de Kansas State          |
| 2007  | 1    | 16    | Nick Young           | Trojans de l'USC                  |
| 2007  | 2    | 47    | Dominic McGuire      | Bulldogs de Fresno State          |
| 2006  | 1    | 18    | Oleksiy Petcherov    | BK Kiev (Ukraine)                 |
| 2006  | 2    | 48    | Vladimir Veremeenko  | Dynamo St. Petersburg (Russie)    |
| 2005  | 2    | 49    | Andray Blatche       | École du Sud du Kent              |
| 2004  | 1    | 5     | Devin Harris         | Badgers du Wisconsin              |
| 2004  | 2    | 32    | Peter John Ramos     | Criollos de Caguas (Porto Rico)   |
| 2003  | 1    | 10    | Jarvis Hayes         | Bulldogs de la Géorgie            |
| 2003  | 2    | 38    | Steve Blake          | Terrapins du Maryland             |
| 2002  | 1    | 11    | Jared Jeffries       | Hoosiers de l'Indiana             |
| 2002  | 1    | 17    | Juan Dixon           | Terrapins du Maryland             |
| 2002  | 2    | 38    | Rod Grizzard         | Crimson Tide de l'Alabama         |
| 2002  | 2    | 39    | Juan Carlos Navarro  | FC Barcelona (Espagne)            |
| 2001  | 1    | 1     | Kwame Brown          | Académie Glynn                    |
| 2000  | 2    | 35    | Mike Smith           | Warhawks de Louisiana-Monroe      |
| 1999  | 1    | 7     | Richard Hamilton     | Huskies du Connecticut            |
| 1999  | 2    | 35    | Calvin Booth         | Nittany Lions de Penn State       |
| 1998  | 2    | 43    | Jahidi White         | Hoyas de Georgetown               |

### Bullets de Washington (1974–1996)
| Année | Tour | Choix | Nom du joueur      | Provenance                        |
| ----- | ---- | ----- | ------------------ | --------------------------------- |
| 1997  | 2    | 45    | God Shammgod       | Friars de Providence              |
| 1997  | 2    | 48    | Predrag Drobnjak   | Partizan (Serbie)                 |
| 1996  | 2    | 55    | Ronnie Henderson   | Tigers de LSU                     |
| 1995  | 1    | 4     | Rasheed Wallace    | Tar Heels de la Caroline du Nord  |
| 1995  | 2    | 32    | Terrence Rencher   | Longhorns du Texas                |
| 1994  | 1    | 5     | Juwan Howard       | Wolverines du Michigan            |
| 1994  | 2    | 32    | Jim McIlvaine      | Golden Eagles de Marquette        |
| 1993  | 1    | 6     | Calbert Cheaney    | Hoosiers de l'Indiana             |
| 1993  | 2    | 30    | Gheorghe Mureșan   | Pau-Orthez (France)               |
| 1993  | 2    | 38    | Conrad McRae       | Orange de Syracuse                |
| 1992  | 1    | 6     | Tom Gugliotta      | Wolfpack de NC State              |
| 1992  | 2    | 32    | Brent Price        | Sooners de l'Oklahoma             |
| 1991  | 1    | 19    | LaBradford Smith   | Cardinals de Louisville           |
| 1990  | 2    | 35    | Greg Foster        | Miners de l'UTEP                  |
| 1990  | 2    | 37    | A. J. English      | Panthers de Virginia Union        |
| 1989  | 1    | 9     | Tom Hammonds       | Yellow Jackets de Georgia Tech    |
| 1989  | 2    | 39    | Ed Horton          | Hawkeyes de l'Iowa                |
| 1989  | 2    | 41    | Doug Roth          | Volunteers du Tennessee           |
| 1988  | 1    | 12    | Harvey Grant       | Sooners de l'Oklahoma             |
| 1988  | 2    | 36    | Ledell Eackles     | Privateers de La Nouvelle-Orléans |
| 1988  | 3    | 60    | Ed Davender        | Wildcats du Kentucky              |
| 1987  | 1    | 12    | Muggsy Bogues      | Demon Deacons de Wake Forest      |
| 1987  | 2    | 36    | Duane Washington   | Blue Raiders de Middle Tennessee  |
| 1987  | 2    | 37    | Derrick Dowell     | Trojans de l'USC                  |
| 1987  | 3    | 59    | Danny Pearson      | Dolphins de Jacksonville          |
| 1987  | 4    | 81    | Scott Thompson     | Toreros de San Diego              |
| 1987  | 5    | 106   | Patrick Fairs      | Longhorns du Texas                |
| 1987  | 6    | 128   | Dwayne Scholten    | Cougars de Washington State       |
| 1987  | 7    | 150   | Jamie Dixon        | Horned Frogs de TCU               |
| 1986  | 1    | 12    | John Williams      | Tigers de LSU                     |
| 1986  | 1    | 21    | Anthony Jones      | Rebels de l'UNLV                  |
| 1986  | 2    | 36    | Steve Mitchell     | Blazers de l'UAB                  |
| 1986  | 3    | 58    | Dave Henderson     | Blue Devils de Duke               |
| 1986  | 4    | 82    | Barry Mungar       | Bonnies de Saint Bonaventure      |
| 1986  | 5    | 104   | Paul Fortier       | Huskies de Washington             |
| 1986  | 6    | 128   | Lorenzo Duncan     | Bearkats de Sam Houston State     |
| 1986  | 7    | 150   | Joe Price          | Fighting Irish de Notre Dame      |
| 1985  | 1    | 12    | Kenny Green        | Demon Deacons de Wake Forest      |
| 1985  | 2    | 31    | Manute Bol         | Purple Knights de Bridgeport      |
| 1985  | 3    | 58    | Vernon Moore       | Bluejays de Creighton             |
| 1985  | 3    | 65    | Ken Perry          | Cougars de SIU                    |
| 1985  | 4    | 81    | Richie Adams       | Rebels de l'UNLV                  |
| 1985  | 5    | 104   | Dean Shaffer       | Seminoles de Florida State        |
| 1985  | 6    | 127   | Matt England       | Christian Huskies de Houston      |
| 1985  | 7    | 150   | Keith Gray         | Titans de Detroit Mercy           |
| 1984  | 1    | 6     | Melvin Turpin      | Wildcats du Kentucky              |
| 1984  | 2    | 34    | Tony Costner       | Hawks de Saint-Joseph             |
| 1984  | 2    | 44    | Fred Reynolds      | Miners de l'UTEP                  |
| 1984  | 3    | 53    | Ricky Ross         | Golden Hurricane de Tulsa         |
| 1984  | 4    | 76    | Jim Grandholm      | Bulls de South Florida            |
| 1984  | 5    | 99    | Cohn Irish         | Falcons de Bowling Green          |
| 1984  | 6    | 122   | Blaise Bugajeski   | Titans de l'IWU                   |
| 1984  | 7    | 145   | Tim Garrett        | Lobos du Nouveau-Mexique          |
| 1984  | 8    | 168   | Darryl Odom        | Bobcats de West Virginia Wesleyan |
| 1984  | 9    | 190   | Mike Emanuel       | Braves de l'UNC Pembroke          |
| 1984  | 10   | 212   | Glynn Myrick       | Hatters de Stetson                |
| 1983  | 1    | 10    | Jeff Malone        | Bulldogs de Mississippi State     |
| 1983  | 1    | 22    | Randy Wittman      | Hoosiers de l'Indiana             |
| 1983  | 2    | 32    | Michael Britt      | Firebirds de l'UDC                |
| 1983  | 2    | 34    | Guy Williams       | Cougars de Washington State       |
| 1983  | 3    | 57    | Darren Daye        | Bruins de l'UCLA                  |
| 1983  | 4    | 80    | Dan Gay            | Ragin' Cajuns de la Louisiane     |
| 1983  | 5    | 103   | Robin Dixon        | Wildcats du New Hampshire         |
| 1983  | 6    | 126   | Donald Carroll     | Falcons de St. Augustine's        |
| 1983  | 7    | 149   | Danny Womack       | Rams de Winston-Salem State       |
| 1983  | 8    | 172   | Bernard Perry      | Bison de Howard                   |
| 1983  | 9    | 194   | Ricky Moreland     | Retrievers de l'UMBC              |
| 1983  | 10   | 215   | Isiah Singletary   | Billikens de Saint-Louis          |
| 1982  | 2    | 25    | Bryan Warrick      | Hawks de Saint-Joseph             |
| 1982  | 2    | 41    | Dwight Anderson    | Trojans de l'USC                  |
| 1982  | 2    | 44    | Mike Gibson        | Spartans de l'USC Upstate         |
| 1982  | 3    | 58    | Mike Largey        | Upsala College                    |
| 1982  | 4    | 81    | Dino Gregory       | 49ers de Long Beach State         |
| 1982  | 5    | 104   | Clarence Dickerson | Rainbow Warriors d'Hawaï          |
| 1982  | 5    | 112   | Jerry Davis        | Titans de Detroit Mercy           |
| 1982  | 6    | 127   | Byron Williams     | Bengals d'Idaho State             |
| 1982  | 7    | 150   | Wendell Gibson     | Gamecocks de la Caroline du Sud   |
| 1982  | 8    | 173   | Ken Luck           | Fightin' Blue Hens du Delaware    |
| 1982  | 9    | 196   | James Terry        | Bison de Howard                   |
| 1982  | 10   | 217   | Donald Sinclair    | Eagles de NCCU                    |
| 1981  | 1    | 11    | Frank Johnson      | Demon Deacons de Wake Forest      |
| 1981  | 2    | 35    | Charles Davis      | Commodores de Vanderbilt          |
| 1981  | 2    | 41    | Claude Gregory     | Badgers du Wisconsin              |
| 1981  | 2    | 44    | Steve Lingenfelter | Jackrabbits de South Dakota State |
| 1981  | 3    | 48    | Mike Ferrara       | Raiders de Colgate                |
| 1981  | 4    | 79    | Ron Davis          | Wildcats de l'Arizona             |
| 1981  | 5    | 103   | Garry Witts        | Crusaders de Holy Cross           |
| 1981  | 6    | 125   | Robert Williams    | Tigers de Grambling State         |
| 1981  | 7    | 149   | Randy Martel       | Christian Huskies de Houston      |
| 1981  | 8    | 170   | Mike Howard        | Terriers de Wofford               |
| 1981  | 9    | 193   | Eddie Brown        | Blazers de Valdosta State         |
| 1981  | 10   | 212   | Ralton Way         | Christian Huskies de Houston      |
| 1980  | 1    | 14    | Wes Matthews       | Badgers du Wisconsin              |
| 1980  | 2    | 35    | Rick Mahorn        | Pirates de Hampton                |
| 1980  | 4    | 81    | Francois Wise      | 49ers de Long Beach State         |
| 1980  | 5    | 105   | Daryl Strickland   | Scarlet Knights de Rutgers        |
| 1980  | 6    | 127   | Ken Dancy          | Cougars de Chicago State          |
| 1980  | 7    | 151   | Karl Godine        | Lumberjacks de SFA                |
| 1980  | 8    | 170   | Rich Valavicious   | Tigers d'Auburn                   |
| 1980  | 9    | 191   | Clinton Wyatt      | Braves d'Alcorn State             |
| 1980  | 10   | 207   | Don Youman         | Cowboys d'Oklahoma State          |
| 1979  | 2    | 44    | Joe DeSantis       | Stags de Fairfield                |
| 1979  | 3    | 46    | Andrew Parker      | Cyclones d'Iowa State             |
| 1979  | 3    | 66    | Charles Floyd      | Panthers de High Point            |
| 1979  | 4    | 88    | Lamont Reid        | Golden Eagles d'Oral Roberts      |
| 1979  | 5    | 108   | Marshall Ashford   | Hokies de Virginia Tech           |
| 1979  | 6    | 128   | Garcia Hopkins     | Bears de Morgan State             |
| 1979  | 8    | 166   | Jo Jo Walters      | Jaspers de Manhattan              |
| 1979  | 9    | 184   | Ray Hooker         | Racers de Murray State            |
| 1979  | 10   | 202   | Steve Martin       | Hoyas de Georgetown               |
| 1978  | 1    | 14    | Roger Phegley      | Braves de Bradley                 |
| 1978  | 1    | 18    | Dave Corzine       | Blue Demons de DePaul             |
| 1978  | 2    | 37    | Terry Sykes        | Tigers de Grambling State         |
| 1978  | 3    | 58    | Rick Apke          | Bluejays de Creighton             |
| 1978  | 4    | 81    | Lawrence Boston    | Terrapins du Maryland             |
| 1978  | 5    | 102   | Roger Dickens      | Tigers de Towson                  |
| 1978  | 6    | 125   | Archie Aldridge    | Redhawks de Miami                 |
| 1978  | 7    | 145   | Ed Hopkins         | Hoyas de Georgetown               |
| 1978  | 8    | 165   | Nestor Cora        | Terriers de SFC                   |
| 1978  | 9    | 181   | Tim Claxton        | Owls de Temple                    |
| 1978  | 10   | 197   | Steve Connor       | Broncos de Boise State            |
| 1977  | 1    | 4     | Greg Ballard       | Ducks de l'Oregon                 |
| 1977  | 1    | 17    | Bo Ellis           | Golden Eagles de Marquette        |
| 1977  | 2    | 39    | Phil Walker        | Marauders de Millersville         |
| 1977  | 3    | 57    | Steve Puidokas     | Cougars de Washington State       |
| 1977  | 3    | 61    | Jerry Schellenberg | Demon Deacons de Wake Forest      |
| 1977  | 4    | 83    | David Reavis       | Bulldogs de la Géorgie            |
| 1977  | 5    | 105   | Bruce Parkinson    | Boilermakers de Purdue            |
| 1977  | 6    | 127   | Ernie Wansley      | Hokies de Virginia Tech           |
| 1977  | 7    | 147   | Calvin Brown       | Eagles de l'AU                    |
| 1977  | 8    | 166   | Pat McKinley       | Tigers de Towson                  |
| 1976  | 1    | 13    | Mitch Kupchak      | Tar Heels de la Caroline du Nord  |
| 1976  | 1    | 14    | Larry Wright       | Tigers de Grambling State         |
| 1976  | 2    | 31    | Joe Pace           | Eagles de Coppin State            |
| 1976  | 3    | 49    | Bill Cook          | Tigers de Memphis                 |
| 1976  | 4    | 65    | Marion Hillard     | Tigers de Memphis                 |
| 1976  | 5    | 83    | L.C. Mason         | Hornets d'Alabama State           |
| 1976  | 6    | 101   | Pat Tallent        | Colonials de George Washington    |
| 1976  | 7    | 119   | Ralph Vallott      | Ramblers de Loyola                |
| 1976  | 8    | 137   | Merlin Wilson      | Hoyas de Georgetown               |
| 1976  | 9    | 154   | Clyde Agnew        | Wolves de Newberry                |
| 1976  | 10   | 170   | Mike Beuscher      | Pirates de Seton Hall             |
| 1975  | 1    | 18    | Kevin Grevey       | Wildcats du Kentucky              |
| 1975  | 3    | 48    | Tom Kropp          | Lopers du Nebraska                |
| 1975  | 4    | 71    | Fessor Leonard     | Paladins de Furman                |
| 1975  | 5    | 90    | Rich Jones         | Rams de VCU                       |
| 1975  | 6    | 107   | John Garrett       | Boilermakers de Purdue            |
| 1975  | 7    | 126   | Fletcher Johnson   | Yellow Jackets de Randolph–Macon  |
| 1975  | 8    | 143   | Bruce Hamming      | Vikings d'Augustana               |
| 1975  | 9    | 160   | Doug Brookins      | Bluejays de Creighton             |
| 1975  | 10   | 173   | Mike Fahey         | Judges de Brandeis                |
| 1974  | 1    | 13    | Len Elmore         | Terrapins du Maryland             |
| 1974  | 2    | 22    | Truck Robinson     | Tigers de Tennessee State         |
| 1974  | 2    | 30    | Dennis DuVal       | Orange de Syracuse                |
| 1974  | 4    | 66    | Stan Washington    | Toreros de San Diego              |
| 1974  | 5    | 85    | Gary Anderson      | Huskies de Washington             |
| 1974  | 6    | 102   | Roy McPipe         | Yellowjackets de Montana State    |
| 1974  | 7    | 121   | Tom Turner         | Wolves de West Georgia            |
| 1974  | 8    | 138   | Steve Platt        | Foresters de Huntington           |
| 1974  | 9    | 156   | Mark Raterink      | Eagles de Boston College          |
| 1974  | 10   | 173   | Pete Collins       | Panthers de High Point            |

### Bullets de la Capitale (1973)
| Année | Tour | Choix | Nom du joueur     | Provenance                      |
| ----- | ---- | ----- | ----------------- | ------------------------------- |
| 1973  | 1    | 13    | Nick Weatherspoon | Fighting Illini de l'Illinois   |
| 1973  | 2    | 19    | Louie Nelson      | Huskies de Washington           |
| 1973  | 3    | 48    | Tom Kozelko       | Rockets de Toledo               |
| 1973  | 4    | 65    | Aron Stewart      | Spiders de Richmond             |
| 1973  | 5    | 82    | Danny Traylor     | Gamecocks de la Caroline du Sud |
| 1973  | 6    | 99    | Mike Allocco      | Stonehill College               |
| 1973  | 7    | 116   | Rod Hogue         | Bulldogs de la Géorgie          |
| 1973  | 8    | 133   | Mark Jellison     | Huskies de Northeastern         |
| 1973  | 9    | 148   | Mike Boylan       | Collège Assomption              |
| 1973  | 10   | 162   | Dick Kelly        | Bay College (Michigan)          |
| 1973  | 11   | 172   | Dale Adams        | Collège St. Mary's du Maryland  |
| 1973  | 12   | 181   | Mike Battle       | Colonials de George Washington  |
| 1973  | 13   | 187   | Chester Davis     | Bears de Morgan State           |
| 1973  | 14   | 192   | Howard White      | Terrapins du Maryland           |
| 1973  | 15   | 197   | W. Shorty Simmons | Collège St. Mary's du Maryland  |

### Bullets de Baltimore (1963-1972)

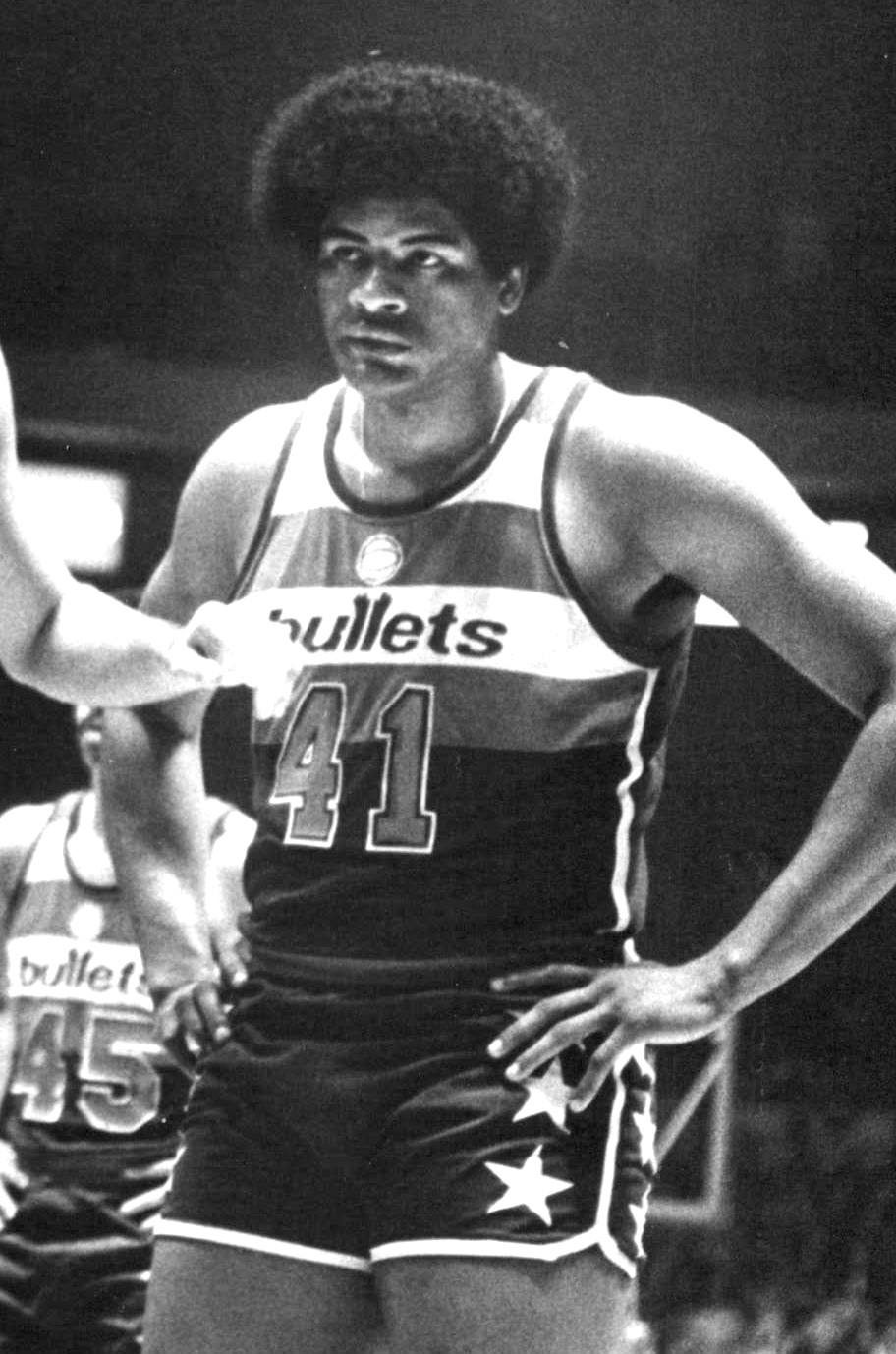
Wes Unseld, sélectionné en 1968.

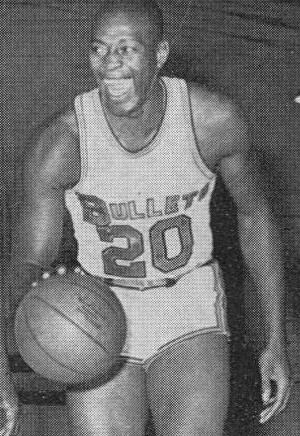
Gus Johnson, sélectionné en 1963.

| Année | Tour | Choix | Nom du joueur     | Provenance                                          |
| ----- | ---- | ----- | ----------------- | --------------------------------------------------- |
| 1972  | 2    | 25    | Tom Patterson     | Université Baptiste Ouachita                        |
| 1972  | 3    | 39    | Kevin Porter      | Université Saint Francis                            |
| 1972  | 4    | 56    | Al Sanders        | Université d'État de Louisiane                      |
| 1972  | 5    | 72    | Walter Jones      | Université de Long Island                           |
| 1972  | 6    | 89    | Dwaine Dillard    | Université de l'Est du Michigan                     |
| 1972  | 7    | 106   | Marvin Brown      | Université d'État de Jackson                        |
| 1972  | 8    | 122   | Jim Floyd         | Université Shaw                                     |
| 1972  | 9    | 137   | Ruppert Breedlove | Université Oglethorpe                               |
| 1972  | 10   | 150   | Will Loftin       | Université de Louisiane à Lafayette                 |
| 1972  | 11   | 161   | Marvin Watkins    | Université d'État de Jackson                        |
| 1972  | 12   | 170   | Lloyd Adams       | Université du Rhode Island                          |
| 1972  | 13   | 178   | Mike Krawzyk      | Loyola College in Maryland                          |
| 1972  | 14   | 184   | Aubrey Nash       | Université du Kansas                                |
| 1972  | 15   | 191   | Gary Handleman    | Université Johns-Hopkins                            |
| 1971  | 1    | 9     | Stan Love         | Université de l'Oregon                              |
| 1971  | 3    | 43    | Rich Rinaldi      | Saint Peter's College (New Jersey)                  |
| 1971  | 4    | 60    | Willie Allen      | Université de Miami                                 |
| 1971  | 5    | 77    | Don Johnson       | Université du Tennessee                             |
| 1971  | 6    | 94    | John Novey        | Mount St. Mary's University                         |
| 1971  | 7    | 111   | Dennis Hogg       | Université d'État de Washington                     |
| 1971  | 8    | 128   | Russell Golden    | Université d'État de Jackson                        |
| 1971  | 9    | 144   | Ron Johnston      | Université d'État de Murray                         |
| 1971  | 10   | 160   | Eddie Myers       | Université de l'Arizona                             |
| 1971  | 11   | 175   | Chuck Olowski     | Université de Baltimore                             |
| 1971  | 12   | 188   | Bob Connor        | Collège Loyola au Maryland                          |
| 1971  | 13   | 200   | Ron Crosswhite    | Université de Dayton                                |
| 1971  | 14   | 211   | Rudolph Peele     | Université d'État de Norfolk                        |
| 1971  | 15   | 220   | James Morrell     | Université d'État de Norfolk                        |
| 1970  | 1    | 9     | George Johnson    | Université d'État Stephen F. Austin                 |
| 1970  | 3    | 49    | Seaburn Hill      | Université d'État de l'Arizona                      |
| 1970  | 4    | 54    | Bill Stricker     | Université du Pacifique                             |
| 1970  | 4    | 66    | Billy Jones       | Collège de Louisiane                                |
| 1970  | 5    | 83    | Gary Zeller       | Université Drake                                    |
| 1970  | 6    | 100   | Marvin Polnick    | Université d'État Stephen F. Austin                 |
| 1970  | 7    | 117   | Charlie Wallace   | Université d'Oklahoma City                          |
| 1970  | 8    | 134   | Tom Dyksera       | Wheaton College                                     |
| 1970  | 9    | 151   | Will Hetzel       | Université du Maryland                              |
| 1970  | 10   | 168   | Ron Becker        | Université du Nouveau-Mexique                       |
| 1970  | 11   | 183   | Mel Bell          | Université de Houston                               |
| 1970  | 12   | 193   | Ben McGilmer      | Université de l'Iowa                                |
| 1970  | 13   | 203   | Dan Debardabi     | Université du Nord de l'Arizona                     |
| 1970  | 14   | 213   | Mike Williams     | Université du Nord de l'Arizona                     |
| 1970  | 15   | 222   | Ted Rose          | Wildcats de Northern Michigan                       |
| 1970  | 16   | 229   | Don Rather        | Université du Nord de l'Arizona                     |
| 1970  | 17   | 233   | Vince Fritz       | Université d'État de l'Oregon                       |
| 1969  | 1    | 14    | Mike Davis        | Université Union de Virginie                        |
| 1969  | 2    | 29    | Willie Scott      | Université d'État de l'Alabama                      |
| 1969  | 3    | 43    | Fred Carter       | Université Mount St. Mary's                         |
| 1969  | 4    | 57    | Gene Ford         | Broncos de Western Michigan                         |
| 1969  | 5    | 71    | Willie Jackson    | Université d'État de Morehead                       |
| 1969  | 6    | 85    | Paul Loveday      | Université de Californie                            |
| 1969  | 7    | 99    | Jeff Claypool     | Grove City College                                  |
| 1969  | 8    | 113   | Barry White       | Université Hofstra                                  |
| 1969  | 9    | 127   | Gary Major        | Université Duquesne                                 |
| 1969  | 10   | 141   | Frank Bartleson   | Université technologique du Tennessee               |
| 1969  | 11   | 155   | Gerald McKee      | Ohio University                                     |
| 1969  | 12   | 168   | Bob Washington    | Université de Tulsa                                 |
| 1969  | 13   | 179   | Bill Thompson     | Shepherd College                                    |
| 1969  | 14   | 188   | Perry Johnson     | Robert Morris University                            |
| 1969  | 15   | 194   | Jodie Harrison    | Université de l'Illinois à Urbana-Champaign         |
| 1969  | 16   | 200   | Phil Harris       | Université A&M du Texas                             |
| 1969  | 17   | 206   | Tom Haggart       | Université Brandeis                                 |
| 1969  | 18   | 211   | Chip Case         | Université de Virginie                              |
| 1969  | 19   | 215   | Brian Heaney      | Université Acadia                                   |
| 1969  | 20   | 218   | Stan McKain       | Southern University and A&M College                 |
| 1968  | 1    | 2     | Wes Unseld        | Université de Louisville                            |
| 1968  | 2    | 18    | Bob Quick         | Université Xavier                                   |
| 1968  | 3    | 26    | Ron Nelson        | Université du Nouveau-Mexique                       |
| 1968  | 3    | 33    | Jack Thompson     | University of South Carolina                        |
| 1968  | 4    | 40    | Dallas Thornton   | Kentucky Wesleyan College                           |
| 1968  | 5    | 54    | Ed Chaplin        | Voorhees College                                    |
| 1968  | 6    | 68    | Joe Heiser        | Princeton University                                |
| 1968  | 7    | 82    | Jasper Wilson     | Southern University and A&M College                 |
| 1968  | 8    | 96    | Barry Orms        | Université de Saint-Louis                           |
| 1968  | 9    | 110   | Wayne Chapman     | Université de l'Ouest du Kentucky                   |
| 1968  | 10   | 124   | Steve Adelman     | Boston College                                      |
| 1968  | 11   | 138   | Al Dixon          | Université d'État de Bowling Green                  |
| 1968  | 12   | 151   | Willie Cager      | Université du Texas à El Paso                       |
| 1968  | 13   | 164   | Rudy Bogad        | Université de Saint John                            |
| 1968  | 14   | 175   | Ernest Sims       | Université d'État de l'Est du Tennessee             |
| 1968  | 15   | 184   | Joe Allen         | Université Bradley                                  |
| 1968  | 16   | 192   | Dennis Blace      | Université de San Francisco                         |
| 1968  | 17   | 200   | Greg Morris       | Cornell University                                  |
| 1968  | 18   | 206   | Art Kenny         | Fairfield University                                |
| 1968  | 19   | 210   | Jim LaCour        | Seattle University                                  |
| 1968  | 20   | 213   | Ron Woodruff      | Midwestern State University                         |
| 1967  | 1    | 2     | Earl Monroe       | Winston-Salem State University                      |
| 1967  | 2    | 13    | Jimmy Jones       | Grambling State University                          |
| 1967  | 3    | 20    | Malikin Strong    | Seattle University                                  |
| 1967  | 4    | 32    | Al Salvadori      | University of South Carolina                        |
| 1967  | 5    | 44    | Dexter Westbrook  | Providence College                                  |
| 1967  | 6    | 56    | Bob Riedy         | Duke University                                     |
| 1967  | 7    | 68    | Ron Perry         | Virginia Polytechnic Institute and State University |
| 1967  | 8    | 80    | Ed Manning        | Jackson State University                            |
| 1967  | 9    | 92    | Robert Allen      | University of Arkansas at Pine Bluff                |
| 1967  | 10   | 103   | Bill Gillespie    | Montana State University                            |
| 1967  | 11   | 114   | Bubba Smith       | Michigan State University                           |
| 1967  | 12   | 124   | Tony Eaton        | University of Texas–Pan American                    |
| 1967  | 13   | 134   | Lyn Burkholder    | University of South Carolina                        |
| 1967  | 14   | 142   | Paul Mickey       | Pennsylvania State University                       |
| 1967  | 15   | 148   | Rich Peek         | Louisiana Tech University                           |
| 1967  | 16   | 153   | Gary Williams     | University of Oklahoma                              |
| 1967  | 17   | 157   | Loy Petersen      | Oregon State University                             |
| 1967  | 18   | 160   | Jerry Southwood   | Vanderbilt University                               |
| 1967  | 19   | 161   | George Spencer    | University of Washington                            |
| 1967  | 20   | 162   | Roland West       | University of Cincinnati                            |
| 1966  | 1    | 5     | Jack Marin        | Duke University                                     |
| 1966  | 2    | 15    | Neil Johnson      | Creighton University                                |
| 1966  | 3    | 25    | Dave Wagnon       | Idaho State University                              |
| 1966  | 4    | 35    | George Peeples    | University of Iowa                                  |
| 1966  | 5    | 45    | John Beasley      | Texas A&M University                                |
| 1966  | 5    | 46    | John Jones        | Louisiana State University                          |
| 1966  | 6    | 55    | Jeff Newman       | University of Pennsylvania                          |
| 1966  | 7    | 64    | Dave Mills        | DePaul University                                   |
| 1966  | 8    | 73    | Roland West       | University of Cincinnati                            |
| 1966  | 9    | 80    | Chuck Gardner     | University of Colorado                              |
| 1966  | 10   | 87    | Guy Manning       | Prairie View A&amp;M University                     |
| 1966  | 11   | 94    | Stan McKenzie     | New York University                                 |
| 1966  | 12   | 100   | Grant Simmons     | University of Nebraska–Lincoln                      |
| 1966  | 13   | 103   | Al Lopes          | University of Kansas                                |
| 1966  | 14   | 105   | Jim Harter        | University of Texas–Pan American                    |
| 1966  | 15   | 107   | Howard Bayne      | University of Tennessee                             |
| 1966  | 16   | 109   | Ken Barnes        | University of Wisconsin–Madison                     |
| 1966  | 17   | 110   | Chris Pervall     | University of Iowa                                  |
| 1966  | 18   | 111   | Jerry Trice       | Weber State University                              |
| 1966  | 19   | 112   | Gene Visscher     | Weber State University                              |
| 1965  | 1    | 4     | Jerry Sloan       | University of Evansville                            |
| 1965  | 2    | 12    | Tal Brody         | University of Illinois at Urbana–Champaign          |
| 1965  | 3    | 21    | Joe Newton        | Auburn University                                   |
| 1965  | 4    | 30    | Skip Thoren       | University of Illinois at Urbana–Champaign          |
| 1965  | 5    | 39    | Charles Dinkens   | Miami University                                    |
| 1965  | 6    | 48    | Lavonne LeFlore   | Jackson State University                            |
| 1965  | 7    | 56    | Willie Somerset   | Duquesne University                                 |
| 1965  | 8    | 64    | Jim Murphy        | DePaul University                                   |
| 1965  | 9    | 70    | John Wendelkin    | College of the Holy Cross                           |
| 1965  | 10   | 76    | Bogie Redmon      | University of Illinois at Urbana–Champaign          |
| 1965  | 11   | 82    | Thales McReynolds | Miles College                                       |
| 1965  | 12   | 88    | Walt Sahm         | University of Notre Dame                            |
| 1965  | 13   | 93    | Joe Ramsey        | Southern Illinois University                        |
| 1965  | 14   | 97    | Jerry Rook        | Arkansas State University                           |
| 1965  | 15   | 101   | Dave Hicks        |                                                     |
| 1965  | 16   | 105   | Bunk Adams        | Ohio University                                     |
| 1965  | 17   | 109   | Roger Taylor      | University of Illinois at Urbana–Champaign          |
| 1964  | 1    | 3     | Gary Bradds       | Université d'État de l'Ohio                         |
| 1964  | 3    | 19    | Jerry Sloan       | Université d'Evansville                             |
| 1964  | 4    | 28    | Pete Spoden       | Université du Nord de l'Iowa                        |
| 1964  | 5    | 37    | Bennie Lenox      | Université A&M du Texas                             |
| 1964  | 6    | 46    | Bobby Joe Edmonds | Université d'État du Tennessee                      |
| 1964  | 7    | 55    | Ron Miller        | Université Loyola de Chicago                        |
| 1964  | 8    | 64    | Danny Schultz     | Université du Tennessee                             |
| 1964  | 9    | 72    | Tom Black         | Université d'État du Dakota du Sud                  |
| 1964  | 10   | 79    | Bill Kusleika     | Université de Tulsa                                 |
| 1964  | 11   | 86    | Fred Glover       | Université d'État de Winston-Salem                  |
| 1964  | 12   | 90    | Frank Kamiaski    | Collège Randolph–Macon                              |
| 1964  | 13   | 94    | Doug Moon         | Université de l'Utah                                |
| 1964  | 14   | 96    | Pete Gent         | Université d'État du Michigan                       |
| 1964  | 15   | 98    | Sandy Williams    | Université Saint Francis                            |
| 1963  | 1    | 2     | Rod Thorn         | Université de Virginie-Occidentale                  |
| 1963  | 2    | 10    | Gus Johnson       | University of Idaho                                 |
| 1963  | 3    | 19    | Tom Bolyard       | Université de l'Indiana                             |
| 1963  | 4    | 28    | Nolen Ellison     | Université du Kansas                                |
| 1963  | 5    | 37    | Ron Glaser        | Université Marquette                                |
| 1963  | 6    | 46    | Ken Siebel        | Université du Wisconsin à Madison                   |
| 1963  | 7    | 55    | Larry Brown       | Université de Caroline du Nord                      |
| 1963  | 8    | 64    | Dick Riesback     | Université d'État de l'Iowa                         |
| 1963  | 9    | 69    | Ron Jackson       | Université du Wisconsin à Madison                   |
| 1963  | 10   | 74    | M. C. Thompson    | Université DePaul                                   |

### Zephyrs de Chicago (1962)
| Année | Tour | Choix | Nom du joueur     | Provenance                  |
| ----- | ---- | ----- | ----------------- | --------------------------- |
| 1962  | 1    | 1     | Bill McGill       | Université de l'Utah        |
| 1962  | 2    | 8     | Terry Dischinger  | Université Purdue           |
| 1962  | 3    | 17    | Don Nelson        | Université de l'Iowa        |
| 1962  | 5    | 35    | Cornell Green     | Université d'État de l'Utah |
| 1962  | 6    | 44    | Bill Hanson       | Université de Washington    |
| 1962  | 7    | 53    | Jack Ardon        | Université Tulane           |
| 1962  | 8    | 61    | Larry Pursiful    | Université du Kentucky      |
| 1962  | 9    | 70    | Carroll Broussard | Texas A&M University        |
| 1962  | 10   | 79    | Pete Campbell     | Université de Princeton     |
| 1962  | 11   | 85    | Jeff Slade        | Kenyon College              |
| 1962  | 12   | 90    | Mel Nowell        | Université d'État de l'Ohio |
| 1962  | 13   | 93    | Tom Kennedy       | Université de Lewis         |
| 1962  | 14   | 95    | Bob Mahland       | Williams College            |
| 1962  | 15   | 97    | Pat McKenzie      | Université d'État du Kansas |
| 1962  | 16   | 99    | Norman Majors     | Université Rockhurst        |

### Packers de Chicago (1961)
| Année | Tour | Choix | Nom du joueur | Provenance                                    |
| ----- | ---- | ----- | ------------- | --------------------------------------------- |
| 1961  | 1    | 1     | Walt Bellamy  | Université de l'Indiana                       |
| 1961  | 2    | 18    | Jack Turner   | Université de Louisville                      |
| 1961  | 2    | 19    | Jerry Graves  | Université d'État du Mississippi              |
| 1961  | 2    | 20    | York Larese   | Université de Caroline du Nord                |
| 1961  | 2    | 21    | Don Kojis     | Université Marquette                          |
| 1961  | 2    | 22    | Douglas Moe   | Université de Caroline du Nord                |
| 1961  | 2    | 23    | Jeff Cohen    | Collège de William et Mary                    |
| 1961  | 3    | 32    | Bill Bridges  | Université du Kansas                          |
| 1961  | 4    | 41    | Roger Kaiser  | Institut de technologie de la Géorgie         |
| 1961  | 5    | 50    | Howie Carl    | Université DePaul                             |
| 1961  | 6    | 59    | Dave Voss     | Université de Tulsa                           |
| 1961  | 7    | 68    | Ron Heller    | Université d'État de Wichita                  |
| 1961  | 8    | 76    | John Wessels  | Université de l'Illinois à Urbana – Champaign |
| 1961  | 9    | 83    | Steve Strange | Université méthodiste du Sud                  |
| 1961  | 10   | 91    | Larry Comley  | Université d'État du Kansas                   |